# Lingua vallona
Il vallone (nome nativo walon, in francese wallon; in olandese waals) è una lingua romanza parlata in Vallonia (nel sud del Belgio).
Altri luoghi in cui viene parlato il vallone sono:
- in Francia nella zona denominata «Botte de Givet» (nel nord delle Ardenne), oltre a qualche piccolo centro del dipartimento del Nord (Cousolre);
- negli Stati Uniti in una piccola zona del Wisconsin (Green Bay), in ragione di una corrente migratoria del XIX secolo[1];
- sempre in Belgio, da residenti valloni di Bruxelles;
- nel granducato del Lussemburgo, in alcuni borghi quali Doncols e Sonlez.

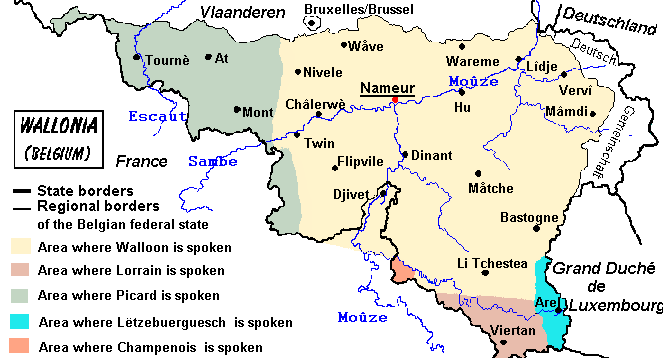
Mappa linguistica della Vallonia

## Storia
Parlare di un periodo di nascita per il vallone non è semplice; da uno stretto punto di vista linguistico, Louis Remacle ha mostrato che numerose evoluzioni che consideriamo oggi come tipiche del vallone sono apparse tra il 700 e il 1200. Il vallone «era chiaramente e definitivamente individualizzato fin dal 1200 oppure fin dall'inizio del XIII secolo».
Tuttavia, i testi "linguistici" dell'epoca non menzionano il vallone, mentre menzionano già, tra l'altro, il piccardo e il lorenese nello stesso campo linguistico d'oïl. Nel Quattrocento, gli scrittori della regione chiamano la loro lingua roman (romanza) quando vogliono distinguerla dalle altre. All'inizio del XVI secolo, troviamo la prima attestazione della parola "vallone" nel senso linguistico di oggi: nel 1510 o nel 1511 Jean Lemaire de Belges opera la transizione tra "rommand" (cioè romanza) e "vualon".
Il termine "vallone" acquista così un senso più prossimo all'attuale: la lingua regionale della parte romanza dei Paesi Bassi e della regione di Liegi. L'epoca in cui si stabilisce l'egemonia della Borgogna unificatrice nella regione vallona è un momento importantissimo della storia del vallone. La nascita visibile d'una certa identità vallona al contrario delle regioni "thioises" (fiamminghe) dei Paesi Bassi consacra la parola "Valloni" per designare le popolazioni francofone. Lo stesso, un po' più tardi, la loro lingua regionale è percepita più chiaramente come distinta dal francese centrale e dalle altre lingue d'oïl circostanti, ciò che comporta l'abbandono del termine "romanzo" in senso vago a beneficio della parola "vallone", in cui l'estensione linguistica è sovrapposta al senso etnico e politico. In questo periodo in cui il francese termina di sostituirsi al latino in tutte le funzioni (Ordinanza di Villers-Cotterêts, 1539), si stabilisce come lingua d'insegnamento ed è l'oggetto di un'intensa politica di normalizzazione (La Pléiade): in un contesto in cui vivono insieme due lingue della stessa famiglia, l'una può solo definirsi contro l'altra.
Attorno al 1600 vi è una conferma scritta dell'evoluzione del modo di esprimersi nel corso dei due secoli precedenti e si impone definitivamente il sistema grafico francese nella regione vallona. Risale a questo periodo la presa di coscienza della differenza tra una lingua vernacolare orale (il vallone) e la lingua scritta dei secoli precedenti, la "scripta", che era una lingua composta, tipicamente vallona, ma non riproduceva sistematicamente i tratti della parlata vernacolare dell'epoca. Il vallone scritto viene riservato alla letteratura satirica e buffonesca, mentre il francese rimane la lingua formale dei testi ufficiali.

## Varietà geografiche del vallone
Ci sarebbero quattro grandi gruppi di dialetti:
- vallone orientale;
- vallone centrale;
- vallone occidentale;
- vallone meridionale.

Il vallone orientale è il dialetto che ha la maggior percentuale di caratteristiche proprie del vallone, seguito dal vallone centrale, mentre l'occidentale ed il meridionale hanno dialetti più misti, dove si trovano più numerose influenze francesi, a volte caratteristiche più antiche che negli altri dialetti, ma anche caratteristiche che si ritrovano nelle lingue regionali vicine (piccardo a ovest e lorenese a sud). Da qui viene l'uso a volte dei nomi "vallo-lorenese" e "vallo-piccardo", anche se questi nomi possono sembrare esagerati.
Solo i dialetti dell'estremo ovest (La Louvière ad esempio) e dell'estremo sud (Léglise ad esempio) possono essere considerati linguisticamente a cavallo tra due campi linguistici. Inoltre, molte caratteristiche del vallone occidentale non sono in comune con il piccardo in genere, ma più con i dialetti orientali del piccardo (il piccardo di Vallonia). Lo stesso ragionamento si può fare per il vallone meridionale, che ha caratteristiche comuni con i dialetti più settentrionali del lorenese (gomese) piuttosto che con il lorenese in generale.
Sono quindi più spesso considerazioni extra-linguistiche che fondano "l'unità" dei gruppi dialettali, ad esempio l'influenza di un centro come Liegi ad est oppure l'identificazione fra Ardenne e vallone meridionale. Le quattro grandi divisioni dialettali citate sopra non sono pertanto ben nette.

## Esempi
| Vallone              | Francese              | Italiano              |
| -------------------- | --------------------- | --------------------- |
| Walon                | Wallon                | Vallone               |
| Diè wåde             | Adieu                 | Addio                 |
| Bondjoû              | Bonjour               | Buongiorno            |
| A                    | Salut                 | Ciao                  |
| Djusk' a!            | Salut!                | Ciao!                 |
| Oyi                  | Oui                   | Sì                    |
| Neni                 | Non                   | No                    |
| A rvey               | Au revoir             | Arrivederci           |
| (i gn a) rén avou ça | De rien               | Prego/ Di niente      |
| Cmint dit-st on      | Comment dit-on        | Come dite             |
| Coyî                 | Cuillère              | Cucchiaio             |
| Cmint daloz?         | Comment allez-vous?   | Come sta?             |
| Dji va bén, èt vos?  | Je vais bien et vous? | Sto bene, e Lei?      |
| Dji n' sais nén      | J'en sais rien        | (Io) Non ne so niente |